# Mellunmäki (métro d'Helsinki)
Mellunmäki (finnois : Mellunmäki et en suédois : Mellungsbacka) est une station terminus nord de la ligne M1 du métro d'Helsinki. Elle est située à Mellunmäki, partie du quartier Mellunkylä, au nord-est de la ville d'Helsinki en Finlande.
Mise en service en 1989, elle est desservie par les rames de la ligne M2.

## Situation sur le réseau

Plan du métro.

Établie en souterrain, Mellunmäki est la station terminus nord de la ligne M2. Elle est située avant la station Kontula en direction du  terminus ouest Tapiola.
Elle dispose d'un quai central encadré par les deux voies de la ligne.

## Histoire
La station Mellunmäki est mise en service le 1er septembre 1989, lors de l'ouverture à l'exploitation du prolongement de Kontula à Mellunmäki.

## Services aux voyageurs

### Accès et accueil
Station aérienne, elle dispose de deux accès, un à chaque extrémité, situés sous la station. Les accès comportent un hall de billetterie et de contrôle et les accès aux quais sont effectués par des escaliers mécaniques et des ascenseurs pour l'accessibilité des personnes à la mobilité réduite.

### Desserte
Mellunmäki est desservie par les rames de la ligne M2 du métro d'Helsinki.

Installations et desserte
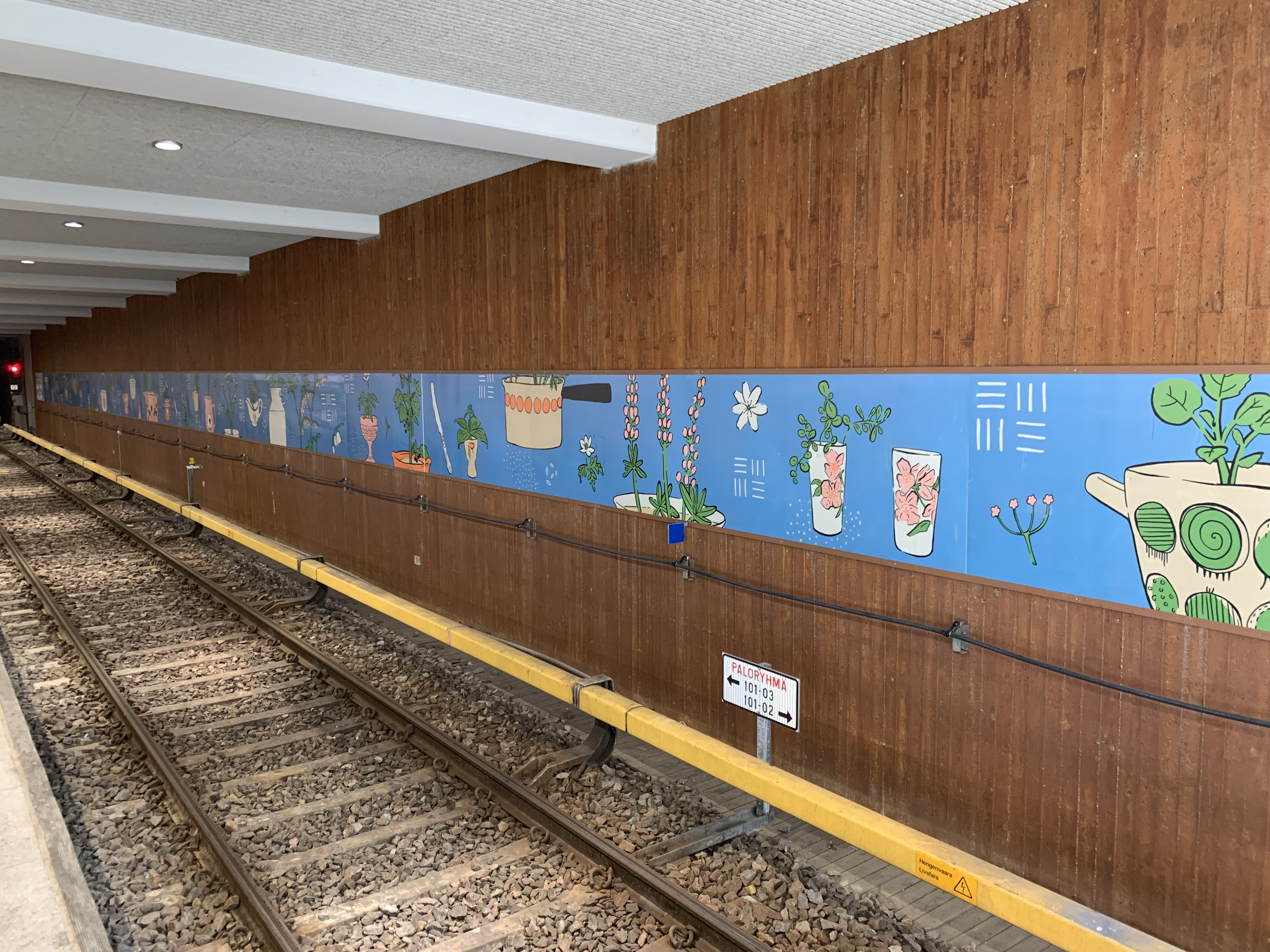
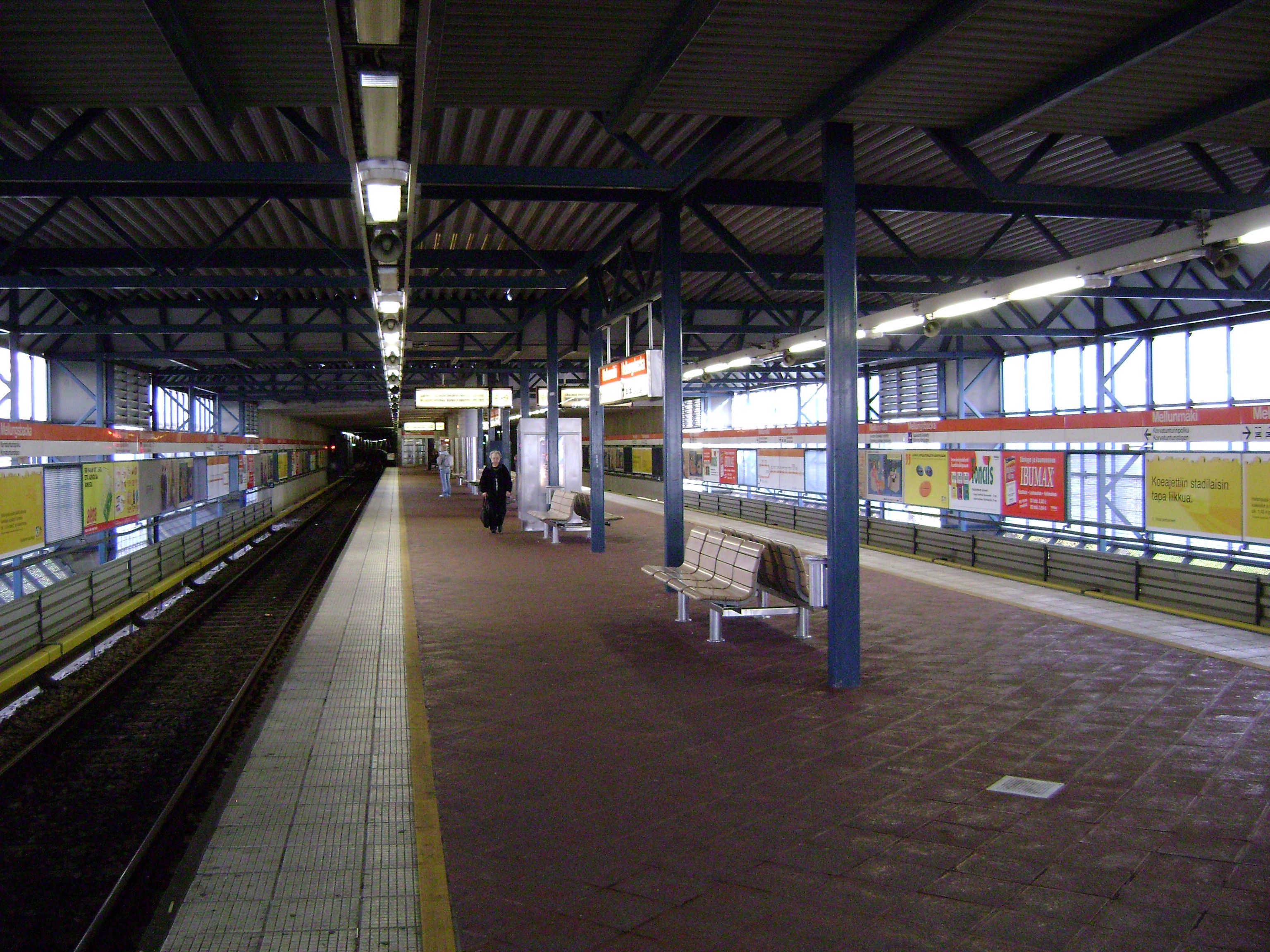
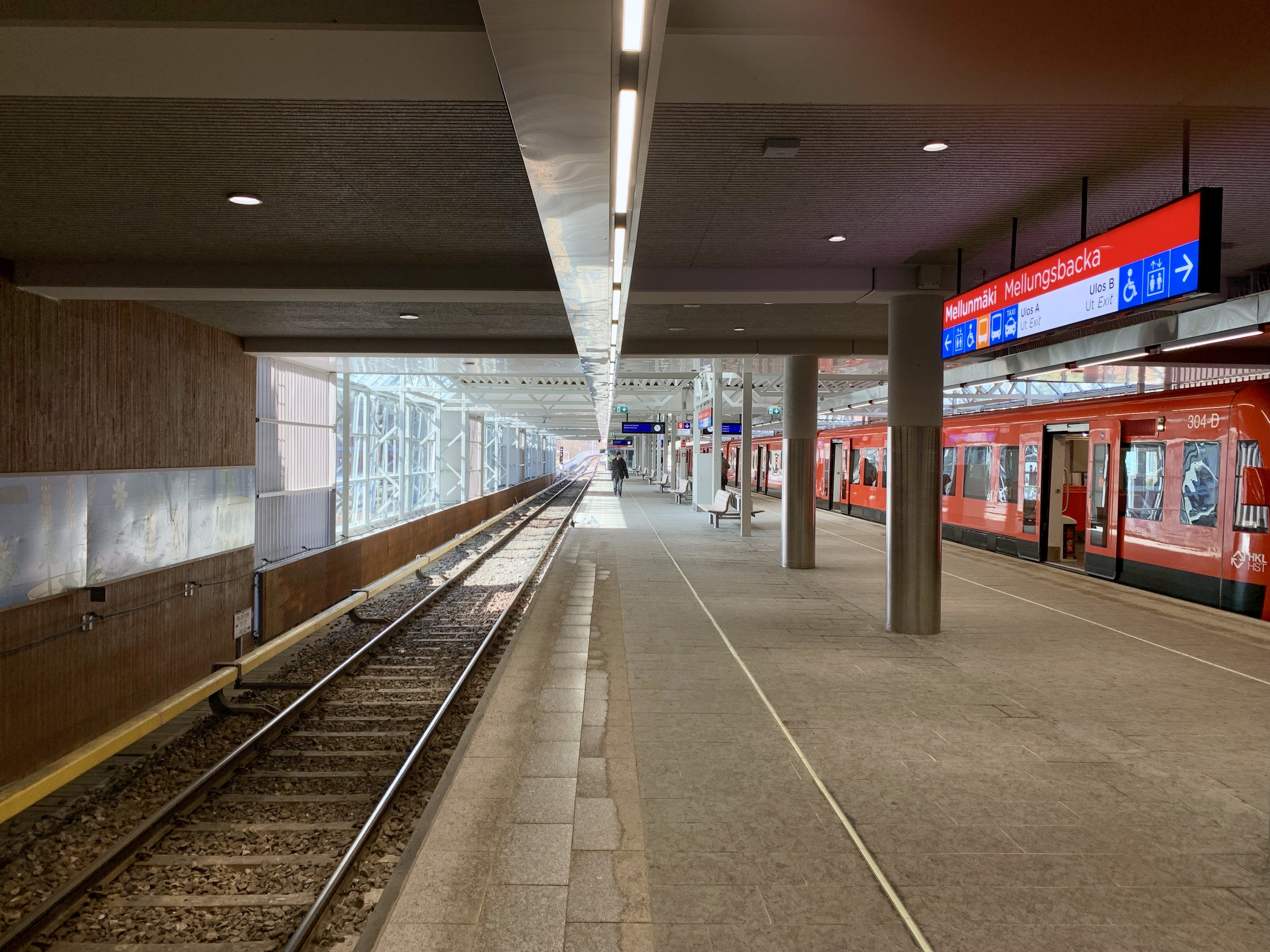

### Intermodalité
Elle dispose de parking pour les vélos et les véhicules. Des arrêts de bus sont présents à proximité..

## Projets
Le projet de prolongement de la ligne Itämetro (fi) est prévu à l'horizon 2025-2040.